# Sölvesborg (Gemeinde)
Koordinaten: 56° 3′ N, 14° 35′ O

Sölvesborg ist eine Gemeinde (schwedisch kommun) in der schwedischen Provinz Blekinge län und der historischen Provinz Blekinge. Der Hauptort der Gemeinde ist Sölvesborg.
Jedes Jahr im Sommer steigt die Einwohnerzahl der Gemeinde auf das Doppelte. Touristen werden hauptsächlich durch die Sandstrände an der Ostsee und durch Kulturveranstaltungen wie das Sweden Rock Festival, das jährlich im Juni stattfindet, angelockt.

## Geographie
Die Gemeinde Sölvesborg liegt an der Hanöbucht und schließt die Insel Hanö, die der Bucht den Namen gab, mit ein.

## Geschichte
Bei der Kommunalreform von 1952 entstand aus den Kirchspielen (socken) Gammalstorp und Ysane die Großgemeinde (storkommun) Gammalstorp, die die Stadt Sölvesborg und ihre Umgebung mit einschloss. Am 1. Januar 1971 bildete sich die Gemeinde Sölvesborg dann aus der Zusammenlegung der Stadt Sölvesborg und der Gemeinden Mjällby und Gammalstorp.

## Politik

### Gemeinderat
Der Gemeinderat (schwedisch kommunfullmäktige) von Sölvesborg hat 49 Mandate. Die Mandatsverteilung in der Mandatperiode 2014–2018 ist wie folgt:
| Partei                       | Sitze |
| ---------------------------- | ----- |
| Socialdemokraterna (s)       | 21    |
| Moderata samlingspartiet (m) | 09    |
| Sverigedemokraterna (sd)     | 11    |
| Vänsterpartiet (v)           | 02    |
| Centerpartiet (c)            | 02    |
| Liberalerna (L)              | 01    |
| Kristdemokraterna (kd)       | 01    |
| SoL-partiet                  | 01    |
| Miljöpartiet (MP)            | 01    |

Vorsitzender des Gemeinderates ist Stig Jönsson (s). Seine beiden Stellvertreter sind Peter Jeppsson (s) und Jeppe Johnsson (m).

### Gemeindevorstand
Sölvesborgs Gemeindevorstand, das leitende politische Verwaltungsorgan, hat 15 Mitglieder und ebenso viele Ersatzmitglieder. Die Mandate im Gemeindevorstand verteilen sich so:
| Partei                       | Sitze |
| ---------------------------- | ----- |
| Socialdemokraterna (s)       | 6     |
| Moderata samlingspartiet (m) | 3     |
| Sverigedemokraterna (sd)     | 1     |
| Vänsterpartiet (v)           | 1     |
| Centerpartiet (c)            | 1     |
| Folkpartiet liberalerna (fp) | 1     |
| Kristdemokraterna (kd)       | 1     |
| Sölvesborgspartiet           | [0]1  |

Vorsitzende des Gemeindevorstandes ist Heléne Björklund (s). Ihre beiden Stellvertreter sind Gunbritt Hedén (m) und Per-Olov Larsen (s). Kontaktperson für die Zivilverteidigung (schwedisch hemvärnet) ist Alve Ohlsson (s). Innerhalb des Gemeindevorstandes gibt es drei Ausschüsse, den Arbeitsausschuss mit sieben Mitgliedern (Vorsitzende: Heléne Björklund), den Personalausschuss, ebenfalls mit sieben Mitgliedern (Vorsitzender: Per-Olov Larsen) sowie den dreiköpfigen Wirtschaftsausschuss (Vorsitzende: Heléne Björklund).

## Orte
Orte (tätorter) in der Gemeinde sind, geordnet nach Einwohnerzahl:
| - Sölvesborg - Mjällby - Hörvik - Hällevik - Norje | - Nogersund - Lörby - Ysane - Pukavik - Valje |  |

## Partnerstädte
Sölvesborg hat fünf Partnerstädte:
- Dänemark: Gemeinde Bornholm
  - Seit 1947 besteht eine Städtepartnerschaft mit Nexø auf Bornholm; seit die Bornholmer Gemeinden 2003 zu einer einzigen zusammengelegt wurden, streckt sich die Partnerschaft auf die gesamte Gemeinde Bornholm aus.
- Deutschland: Wolgast
  - Die Stadt in Mecklenburg-Vorpommern ist seit 1991 Partnerstadt von Sölvesborg.
- Polen: Malbork
  - Die Partnerschaft mit Malbork besteht seit 1998.
- Russland: Sortavala
  - Sortavala ist seit 1997 Partnerstadt von Sölvesborg. Im Jahr 1998 fand in Sölvesborg eine Spendenaktion für die Einwohner von Sortavala statt, die dort sehr gut aufgenommen wurde.
- Litauen: Ukmergė
  - Die Partnerschaft mit Ukmergė besteht seit 2000.

## Bildergalerie

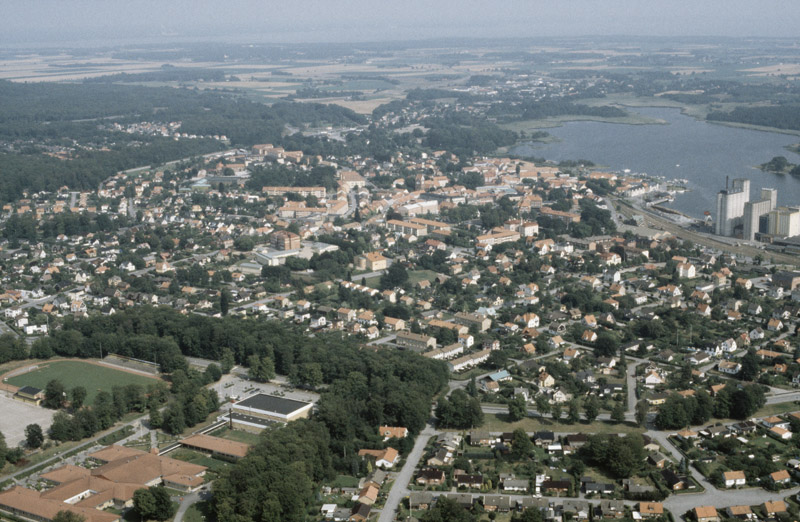
Sölvesborg (Luftaufnahme, 1996)
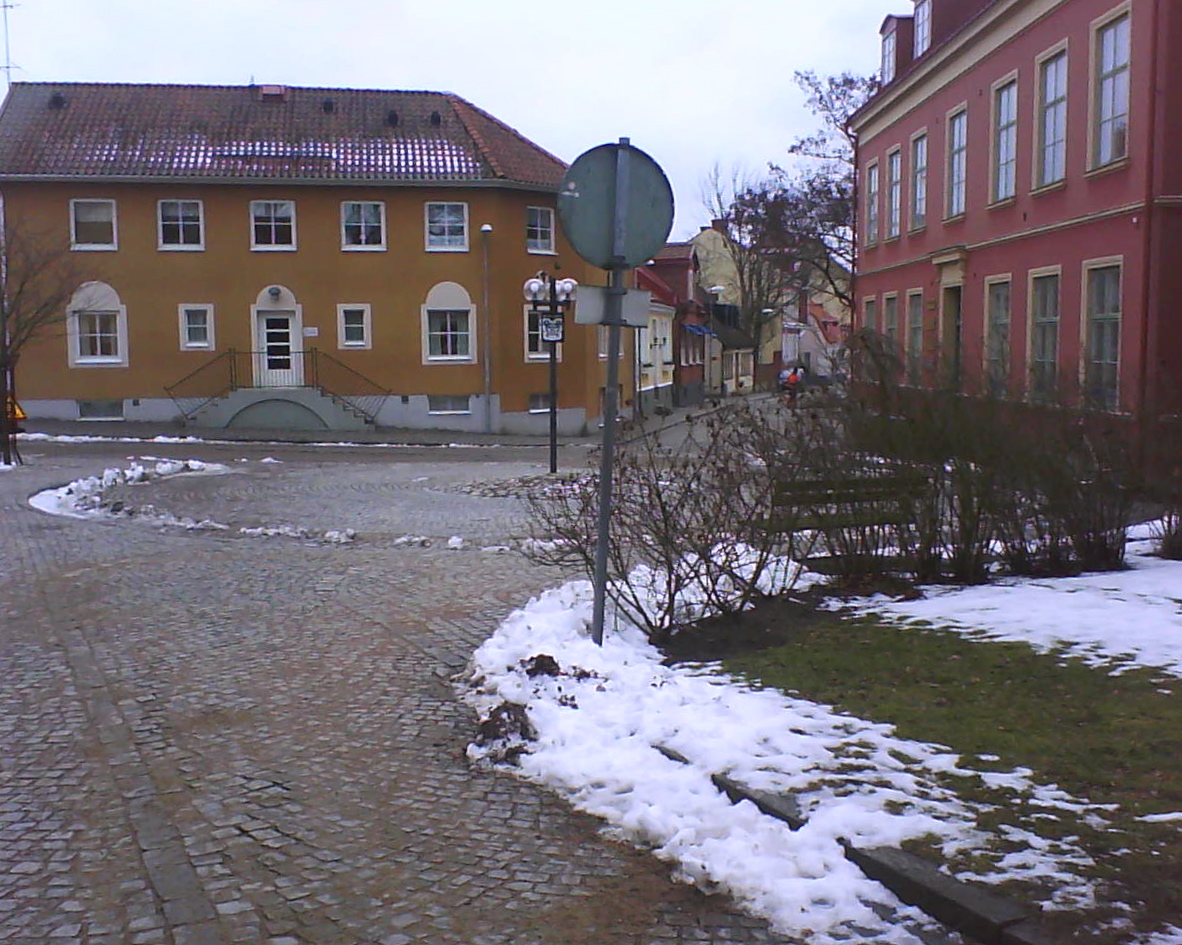
Zentrum (2009)
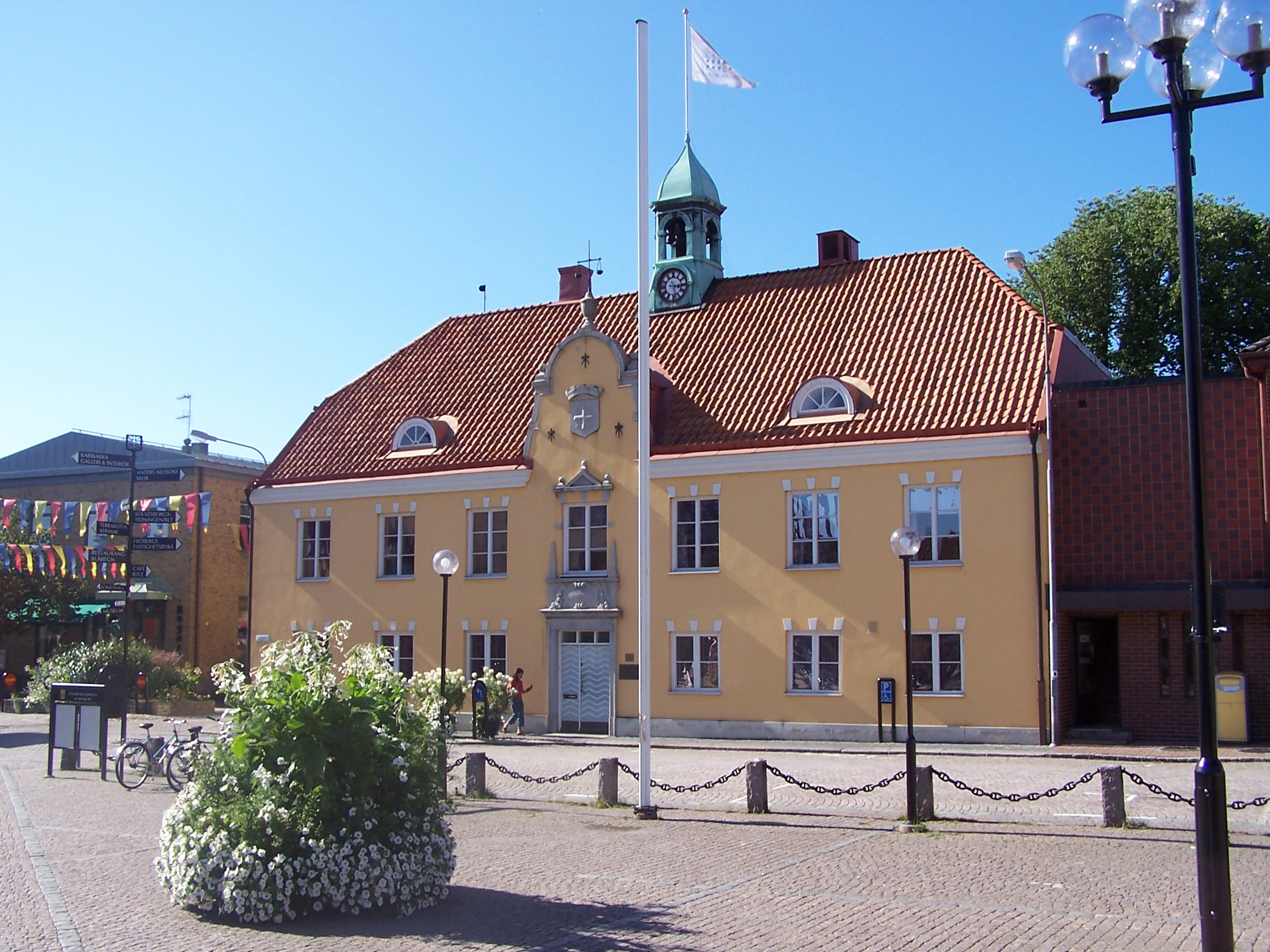
Rathaus (2005)
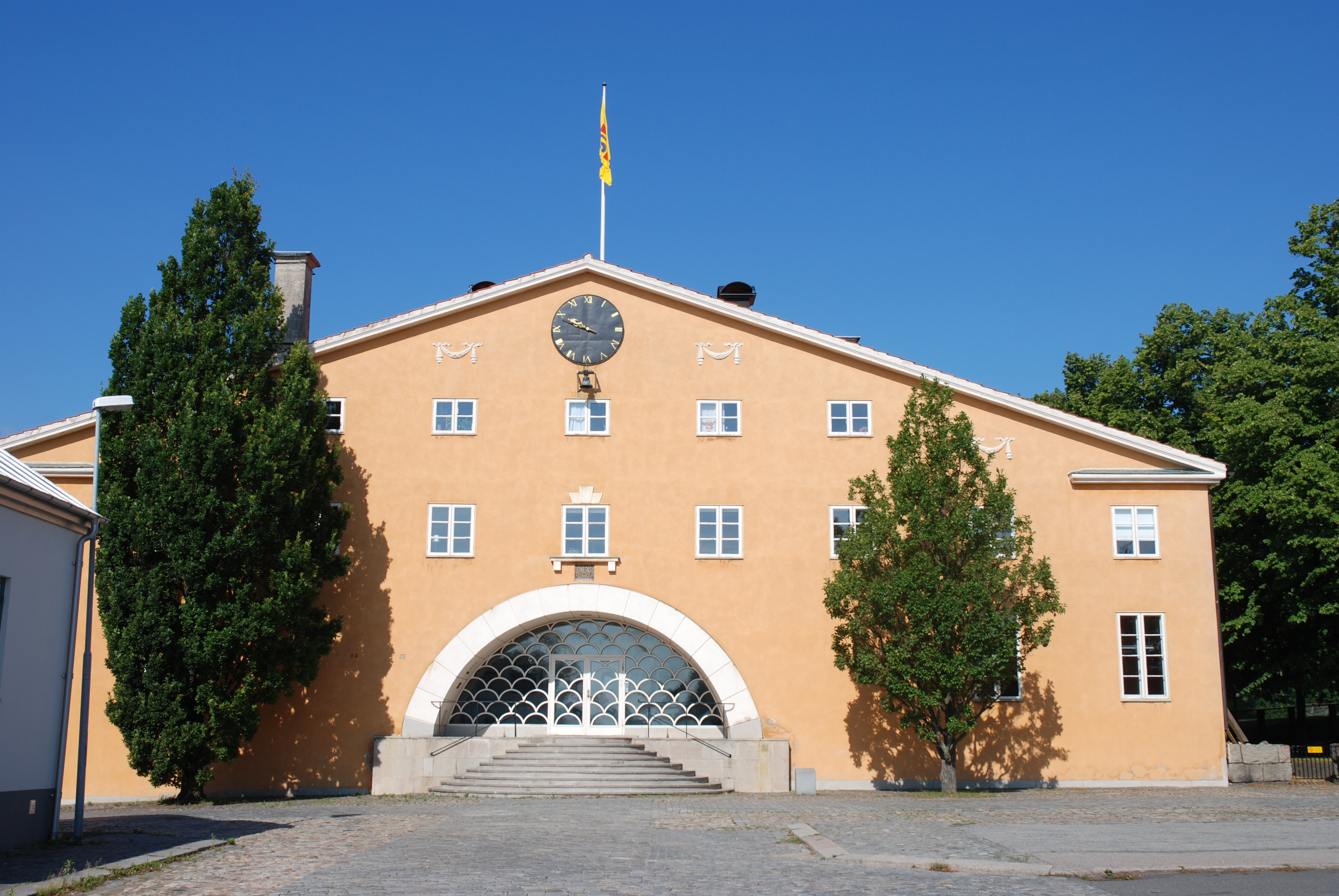
Tingshus (2010)
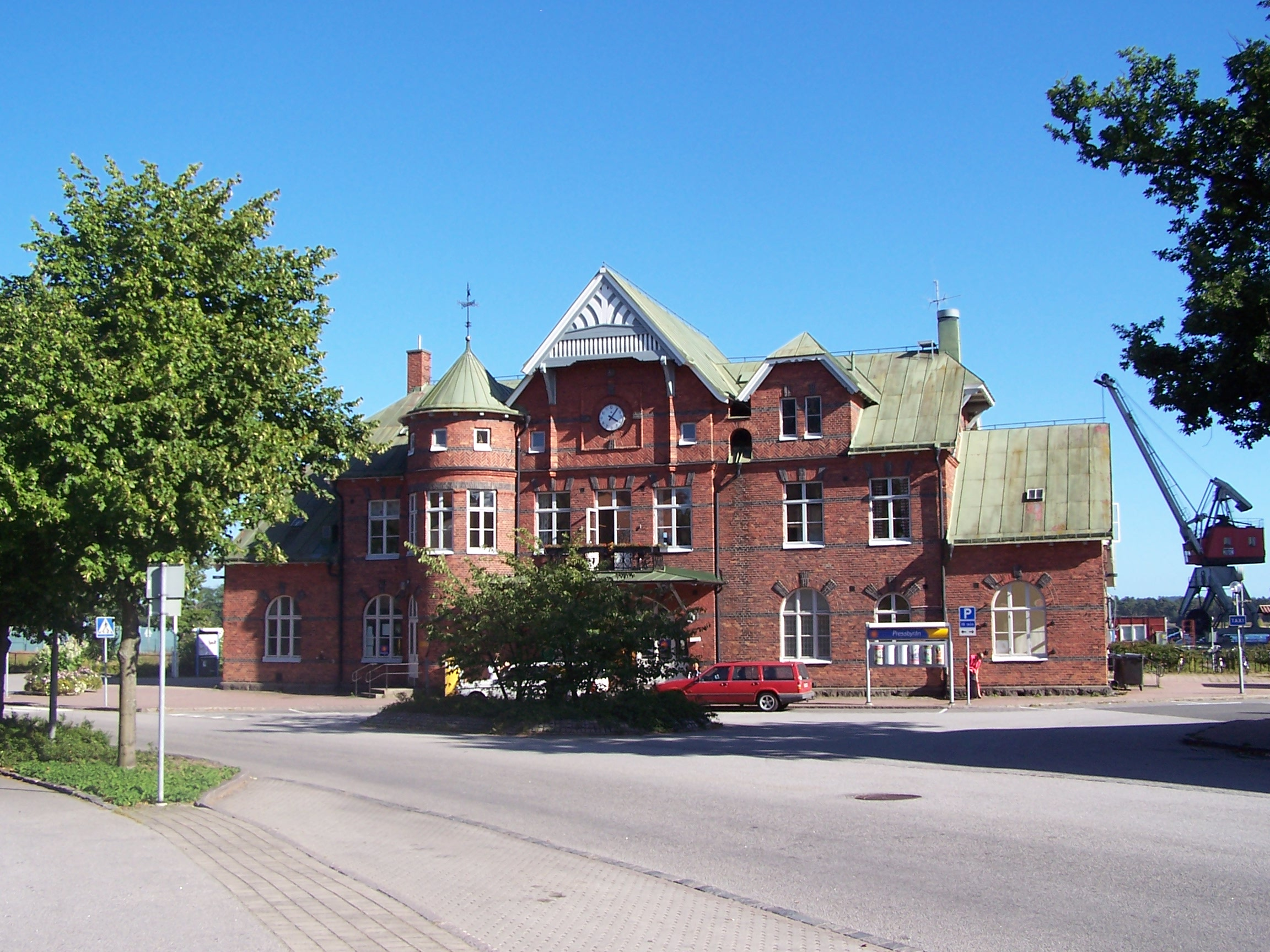
Bahnhof (2005)
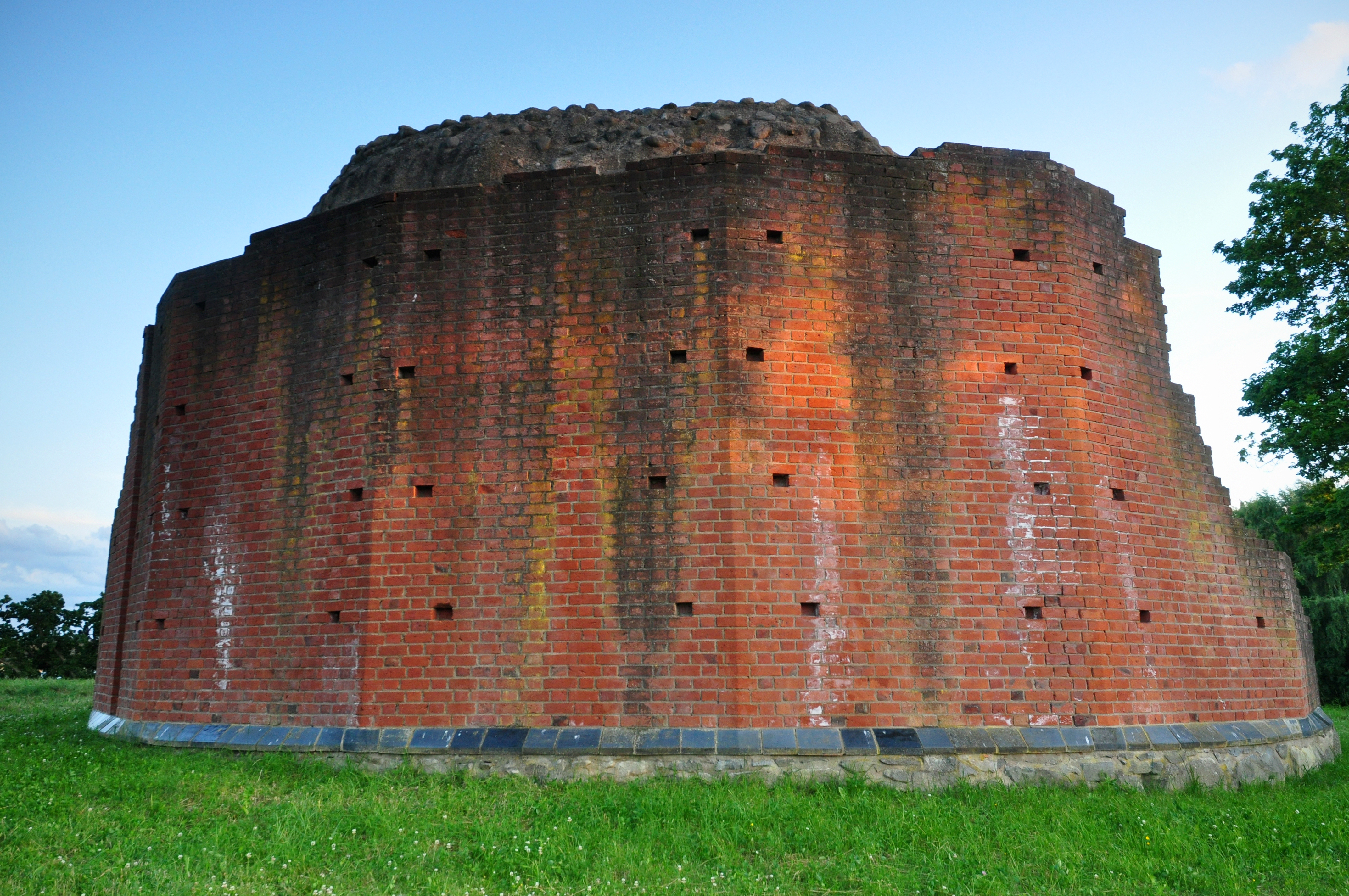
Schlossruine (2015)